# Joe Flaherty (Politiker)

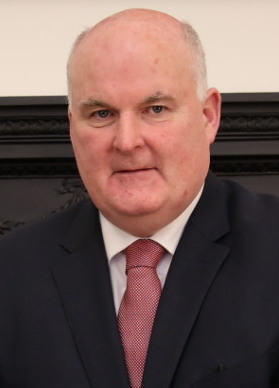
Joe Flaherty (2025)

Joe Flaherty (* 1969/1970 in Mullingar, County Westmeath) ist ein irischer Politiker (Fianna Fáil) und war von 2020 bis 2024 Abgeordneter im Dáil Éireann, dem Unterhaus des irischen Parlaments. Seitdem ist er Mitglied des Seanad Éireann.

## Leben
Flaherty war Manager einer Lokalzeitung. 2018 rückte er in den Longford County Council nach und wurde 2019 gewählt.
Bei den Wahlen zum Dáil Éireann 2020 trat Flaherty für die Fianna Fáil im Wahlkreis Longford-Westmeath an und errang einen Sitz.
2024 konnte er diesen nicht verteidigen. Er wurde vom Taoiseach im Dezember 2024 als Senator im Seanad ernannt. Die Wahl auf der Kultur- und Bildungsliste des Seanad 2025 war nicht erfolgreich, sodass der Taoiseach ihn am 7. Februar 2025 erneut zum Senator ernannte.

## Privates
Flaherty hat mit seiner Frau Niamh Donlon drei Kinder.